# ジャレッド・バートン
レヴィ・ジャレッド・バートン（Levi Jared Burton , 1981年6月2日 - ）は、アメリカ合衆国・サウスカロライナ州ウェストミンスター出身の元プロ野球選手（投手）。右投右打。

## 経歴

### アスレチックス傘下時代
2002年、MLBドラフト8巡目（全体248位）でオークランド・アスレチックスから指名され、6月12日に契約。A-級バンクーバー・カナディアンズで13試合に登板し、0勝4敗1セーブ、防御率3.58だった。
2003年はA級ケーンカウンティ・クーガーズで15試合に登板し、2勝1敗1セーブ、防御率2.27だった。
2004年はルーキー級アリゾナリーグ・アスレチックスで5試合に登板後、7月にA+級モデスト・アスレチックスへ昇格。A+級では10試合に登板し、3勝2敗、防御率4.78だった。
2005年はA+級ストックトン・ポーツで52試合に登板し、4勝4敗24セーブ、防御率2.60だった。
2006年はAA級ミッドランド・ロックハウンズで53試合に登板し、6勝5敗1セーブ、防御率4.14だった。

### レッズ時代
2006年12月に行われたルール・ファイブ・ドラフトでシンシナティ・レッズから指名され移籍した。
2007年は開幕ロースター入りを果たし、4月4日のシカゴ・カブス戦でメジャーデビュー。3点ビハインドの9回表から登板したが、先頭打者に四球を与え、代走のロニー・セデーニョが盗塁死したものの、続くアルフォンソ・ソリアーノにも四球を与え、その際に暴投を記録。さらにジャック・ジョーンズにも三者連続となる四球を与え、降板した。4月7日に球場の外野をランニング中に左ハムストリングを痛め、翌日の4月8日に15日間の故障者リスト入りした。5月9日に復帰。その後は10試合に登板していたが、6月12日に腰の故障で15日間の故障者リスト入りした。7月7日に復帰。復帰後はセットアッパーとしての起用が増え、シーズン終了まで定着した。この年は47試合に登板し、4勝2敗、防御率2.51だった。
2008年も開幕からリリーフ陣に加わったが、7月19日に右腕の故障で15日間の故障者リスト入りした。9月2日に復帰。この年は故障で約2ヶ月間離脱したものの、54試合に登板。5勝1敗、防御率3.22だった。
2009年2月21日にレッズと1年契約に合意。この年も開幕ロースター入りしたが、開幕から20試合で防御率6.33と不調が続き、6月1日にAAA級ルイビル・バッツへ降格。降格時には「自分の投球ができていなかった」と話していたが、代わりに故障者リストから復帰したエディンソン・ボルケスが翌日の6月2日に再び故障者リスト入りしたため、再昇格した。昇格後は主に敗戦処理として9試合に登板し、防御率2.19と好投していたが、メジャー未経験の内野手であるドリュー・サットンを昇格させるため、7月1日にAAA級へ降格。突然の降格に気を悪くし、報道陣の質問にも答えなかったが、降格後はAAA級で8試合に登板し、2勝0敗、防御率1.00と完璧な内容を残したため、7月20日に再昇格。しかし7月26日に右肩の故障で15日間の故障者リスト入りした。8月10日に復帰。この年は53試合に登板し、1勝0敗、防御率4.40だった。
2010年1月18日にレッズと81万ドルの1年契約に合意。スプリングトレーニングでは7試合に登板したが、防御率5.63と振るわず、ルーキーのローガン・オンドルーセックにリリーフの座を奪われ、4月2日にAAA級ルイビルへ降格した。4月8日に甲状腺機能亢進症の診断を受け、5月20日に復帰。AAA級では33試合に登板し、3勝2敗4セーブ、防御率2.61だった。シーズン終盤の9月13日にメジャーへ昇格し、4試合に登板した。
2011年1月6日にレッズと75万ドル+出来高の1年契約に合意。スプリングトレーニングでは9試合に登板したが、3月31日に右肩の故障で15日間の故障者リスト入りした。その後も右肩の状態は芳しくなく、4月からはノースロー調整が続いていたが、4月18日に60日間の故障者リストへ異動し、4月22日に関節鏡視下手術を行った。8月23日に故障者リストから復帰し、AAA級ルイビルへ異動。登録枠が拡大された9月1日に再昇格した。この年は6試合に登板し、防御率3.86だった。オフの10月31日に40人枠から外れ、AAA級ルイビルへ降格したが、11月1日にマイナー契約を拒否し、FAとなった。

### ツインズ時代
2011年11月11日にミネソタ・ツインズとマイナー契約を結んだ。
2012年はスプリングトレーニングで11試合に登板し、防御率1.64の好投をみせ、4月4日にツインズとメジャー契約を結び、開幕ロースター入りを果たした。この年は64試合に登板し、3勝2敗5セーブ、防御率2.18を記録。オフの12月6日にツインズと総額550万ドルの2年契約（2015年・360万ドルの球団オプション付き）を結んだ。
2013年は自己最多の71試合に登板し、2勝9敗2セーブ、防御率3.82だった。
2014年は68試合に登板し、3勝5敗3セーブ、防御率4.36だった。オフの10月22日にツインズが360万ドルの球団オプションを破棄したため、FAとなった。

### ツインズ退団後
2015年2月16日、ニューヨーク・ヤンキースとマイナー契約を交わし入団。3月26日に自由契約となったが、契約内容を変更し29日にマイナー契約で再契約を交わした。5月16日に再び解雇となった。
5月24日にテキサス・レンジャーズとマイナー契約を結んだが、6月30日に自ら契約解除を希望し自由契約となった。

## 投球スタイル
86～90マイルのチェンジアップを主体に投げる珍しいタイプの投手。次いで、91～96マイルのフォーシーム、84～88マイルのスライダーを投げる割合が高い。

## 詳細情報

### 年度別投手成績
| 年 度    | 球 団    | 登 板 | 先 発 | 完 投 | 完 封 | 無 四 球 | 勝 利 | 敗 戦 | セ 丨 ブ | ホ 丨 ル ド | 勝 率 | 打 者 | 投 球 回 | 被 安 打 | 被 本 塁 打 | 与 四 球 | 敬 遠 | 与 死 球 | 奪 三 振 | 暴 投 | ボ 丨 ク | 失 点 | 自 責 点 | 防 御 率 | W H I P |
| -------- | -------- | ----- | ----- | ----- | ----- | -------- | ----- | ----- | -------- | ----------- | ----- | ----- | -------- | -------- | ----------- | -------- | ----- | -------- | -------- | ----- | -------- | ----- | -------- | -------- | ------- |
| 2007     | CIN      | 47    | 0     | 0     | 0     | 0        | 4     | 2     | 0        | 11          | .667  | 176   | 43.0     | 28       | 2           | 22       | 4     | 2        | 36       | 3     | 1        | 15    | 12       | 2.51     | 1.16    |
| 2008     | CIN      | 54    | 0     | 0     | 0     | 0        | 5     | 1     | 0        | 11          | .833  | 257   | 58.2     | 56       | 6           | 25       | 3     | 2        | 58       | 2     | 1        | 24    | 21       | 3.22     | 1.38    |
| 2009     | CIN      | 53    | 0     | 0     | 0     | 0        | 1     | 0     | 0        | 7           | 1.000 | 265   | 59.1     | 61       | 5           | 23       | 6     | 4        | 45       | 2     | 0        | 30    | 29       | 4.40     | 1.42    |
| 2010     | CIN      | 4     | 0     | 0     | 0     | 0        | 0     | 0     | 0        | 1           | ----  | 10    | 3.1      | 0        | 0           | 0        | 0     | 0        | 1        | 0     | 0        | 0     | 0        | 0.00     | 0.00    |
| 2011     | CIN      | 6     | 0     | 0     | 0     | 0        | 0     | 0     | 0        | 1           | ----  | 23    | 4.2      | 6        | 1           | 3        | 0     | 0        | 3        | 0     | 0        | 2     | 2        | 3.86     | 1.93    |
| 2012     | MIN      | 64    | 0     | 0     | 0     | 0        | 3     | 2     | 5        | 18          | .600  | 245   | 62.0     | 41       | 5           | 16       | 1     | 5        | 55       | 0     | 0        | 21    | 15       | 2.18     | 0.92    |
| 2013     | MIN      | 71    | 0     | 0     | 0     | 0        | 2     | 9     | 2        | 27          | .182  | 281   | 66.0     | 61       | 6           | 22       | 5     | 5        | 61       | 2     | 0        | 29    | 28       | 3.82     | 1.26    |
| 2014     | MIN      | 68    | 0     | 0     | 0     | 0        | 3     | 5     | 3        | 14          | .375  | 272   | 64.0     | 58       | 6           | 25       | 3     | 3        | 46       | 1     | 0        | 34    | 31       | 4.36     | 1.29    |
| MLB：8年 | MLB：8年 | 367   | 0     | 0     | 0     | 0        | 18    | 19    | 10       | 90          | .486  | 1529  | 361.0    | 311      | 31          | 136      | 22    | 21       | 305      | 10    | 2        | 155   | 138      | 3.44     | 1.23    |

### 背番号
- 51 (2007年 - 2011年)
- 61 (2012年 - 2014年)